# 周南市消防本部
周南市消防本部（しゅうなんししょうぼうほんぶ）は、山口県周南市の消防部局（消防本部）。

## 概要
管轄区域は、旧熊毛町域を除く周南市全域。
2024年（令和6年）4月1日現在の職員数は定数222名に対し、205名。

## 沿革
- 2003年（平成15年）4月21日 - 旧徳山市・旧新南陽市・旧熊毛町・旧鹿野町の合併により、1本部4署1出張所1分遣所（条例定数199名）体制で、周南市消防本部が発足する。熊毛地区については光地区消防組合消防本部の担当となる[1]。
- 2004年（平成16年）3月26日 - 本部、各署、千石岳・赤松ヶ平中継所の多重無線施設を整備する。
- 2005年（平成17年）4月1日 - 指令室を3階に増築し、消防緊急情報システムの運用を開始する。
- 2009年（平成21年）4月1日 - 周南市職員定数条例を改正し、消防機関の職員定数を200人とする。
- 2010年（平成22年）4月1日 - 北消防署北部分遣所を移転し、北消防署北部出張所を開設。以前の救急業務に加えて、消防業務を開始する。これよって1本部4署2出張所体制になる。
- 2012年（平成24年）10月27日 - 西消防署西部出張所「戸田機庫」を移転する。
- 2018年（平成30年）4月1日 - 周南市職員定数条例を改正し、消防機関の職員定数を210名とする。
- 2021年（令和3年）4月1日 - 旧新南陽総合支所跡地に西消防署を移転[1]。山口県内では数少ない、訓練施設がついた消防署として運用を開始する[3]。
- 2022年（令和4年）12月23日 - 多重無線システムを更新する[1]。
- 2023年（令和5年）4月1日 - 周南市職員定数条例を改正し、消防機関の職員定数を222名とする[1]。

## 組織
| 施設名     | 住所                   | 出張所・部署                                     |
| ---------- | ---------------------- | ------------------------------------------------ |
| 消防本部   | 周南市新宿通5-1-3      | 消防総務課、警防課、指令課、予防課、危険物保安課 |
| 中央消防署 | 周南市新宿通5-1-3      |                                                  |
| 東消防署   | 周南市周陽2-8-20       |                                                  |
| 西消防署   | 周南市富田1丁目1-2     | 西部出張所 : 周南市大字戸田2748-2                |
| 北消防署   | 周南市大字鹿野上2822-4 | 北部出張所 : 周南市大字須々万奥724-11            |

## 消防車両
2024年（令和6年）4月1日現在の保有消防車両は合計64台。
| 車種                         | 車両数 |
| ---------------------------- | ------ |
| 消防ポンプ車                 | 6      |
| 水槽付消防ポンプ車           | 6      |
| はしご付消防自動車           | 1      |
| 屈折はしご付消防ポンプ自動車 | 2      |
| 大型化学高所放水車           | 1      |
| 化学消防ポンプ自動車         | 4      |
| 泡原液搬送車                 | 1      |
| 救助工作車                   | 3      |
| 小型動力ポンプ付水槽車       | 3      |
| 支援車                       | 1      |
| 高規格救急自動車             | 10     |
| 救急指導車                   | 1      |
| 指揮・指令車                 | 5      |
| 査察・広報車                 | 6      |
| 連絡車                       | 4      |
| 運搬車                       | 2      |
| 資機材搬送車                 | 6      |
| 人員搬送車                   | 1      |
| 小型動力ポンプ付積載車       | 1      |